# Moritz Schneider (General)

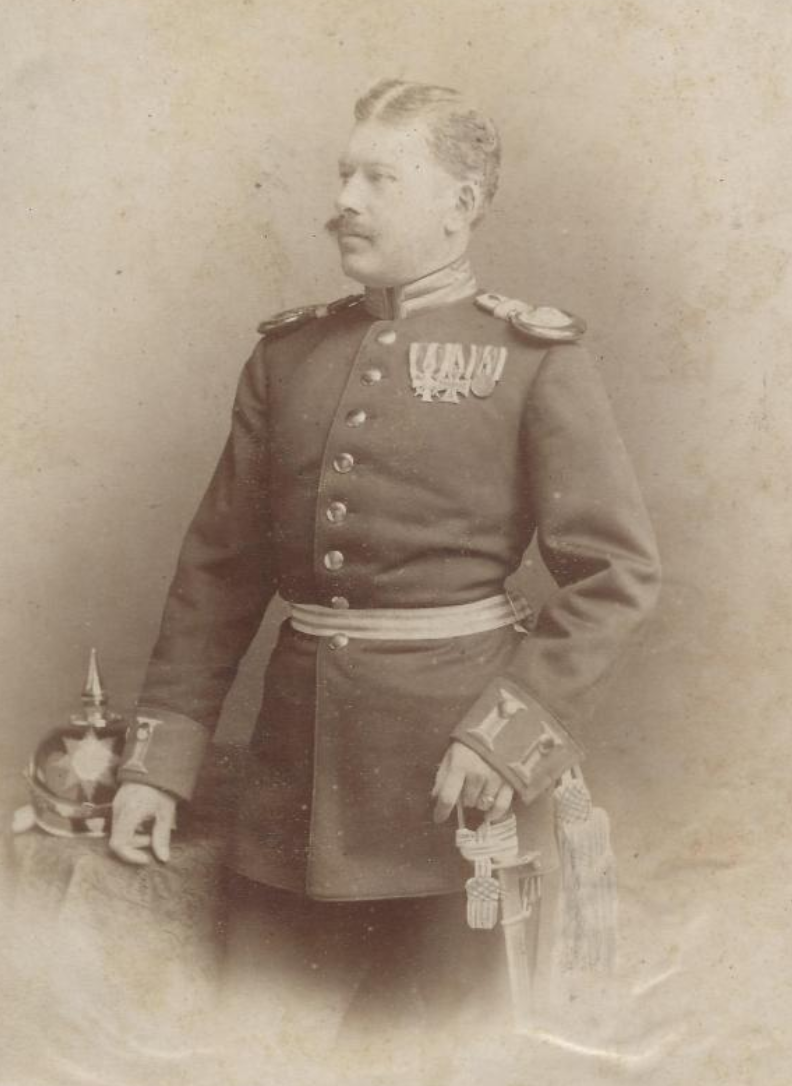
Moritz Schneider

Moritz Schneider (* 18. November 1848 in Dresden; † 26. Juli 1923 ebenda) war ein sächsischer Generalmajor.

## Leben
Schneider war Sohn eines sächsischen Majors und trat 1864 in den Kadettenkorps der sächsischen Armee ein, erlebte den Krieg gegen Preußen in Österreich und wurde nach langjähriger Erziehung am 1. April 1869 als Fähnrich dem Grenadier-Regiment „Kaiser Wilhelm, König von Preußen“ (2. Königlich Sächsisches) Nr. 101 überwiesen, wo er nach Ausbruch des Krieges gegen Frankreich zum Leutnant befördert wurde. Nach der Schlacht bei Villiers wurde er für mehrere Monate beim Schützen-(Füsilier-)Regiment „Prinz Georg“ (Königlich Sächsisches) Nr. 108 als Kompaniechef verwendet. Im Verlaufe des Konfliktes wurde er mit dem Eisernen Kreuz II. Klasse und dem Albrechtsordens ausgezeichnet. Nach Kriegsende wurde er in das Grenadier-Regiment zurückversetzt und dort als Bataillonsadjutant verwendet, wo 1875 seine Beförderung zum Oberleutnant und 1881 die zum Hauptmann und Kompaniechef der 4. Kompanie erfolgte. 1891 wurde er überzähliger Major im Regiment und 1892 als Bataillonskommandeur in das Infanterie-Regiment „König Georg“ (7. Königlich Sächsisches) Nr. 106 versetzt. Unter Beförderung zum Oberstleutnant am 12. September 1896 wurde er etatsmäßiger Stabsoffizier beim 9. Infanterie-Regiment Nr. 133, dessen Regimentskommandeur er nach Beförderung zum Oberst am 21. April 1899 wurde. Wegen zunehmender gesundheitlicher Beschwerden wurde er unter Genehmigung seines Abschiedsgesuches am 21. Juni 1900 unter Verleihung des Offizierskreuz vom Albrechtsordens zur Disposition gestellt.
Im Ruhestand widmete er sich der Kunst und unternahm zahlreiche Studien- und Erholungsreisen durch Europa und den Nahen Osten und konnte sich einen Ruf als Maler und Kunstsammler machen. Als Nachfolger von Generalmajor Georg von Wurmb wurde er durch dessen Unterstützung 1909 Vorstand von dessen Armeesammlung. Im Frühjahr 1914 wurde er unter Verleihung des Charakters eines Generalmajors Leiter des neugegründeten sächsischen Armee-Museums. Er blieb über den ganzen Ersten Weltkrieg bis zum Jahr 1920 in dieser Position, wobei sein Nachfolger der sächsische Oberst Johannes Schurig wurde.